# Спиридонов, Владимир Леонидович
Владимир Леонидович Спиридонов (род. 14 декабря 1969 года, Урмары, Чувашская АССР) — российский военачальник. Командующий Уральским округом войск национальной гвардии Российской Федерации с 2023 года, генерал-полковник.

## Биография
В 1987 году окончил Омское высшее общевойсковое командное училище. В 1991—1991 годах служил в Северо-Кавказском округе внутренних войск МВД России, на должностях от командира взвода до начальника разведки бригады оперативного назначения. С 1997 по 1999 годы проходил обучение в Общевойсковой академии Вооруженных Сил Российской Федерации.
С 1999 по 2017 годы служил в Объединенной группировке войск на Северном Кавказе на должностях от старшего офицера разведывательного отдела до заместителя командующего.
В 2019 году окончил Военную академию Генерального штаба Вооруженных сил Российской Федерации.
С 2022 по 2023 годы — первый заместитель командующего Южным округом войск национальной гвардии Российской Федерации.
Указом Президента Российской Федерации от 18 сентября 2023 года назначен командующим Уральским округом войск национальной гвардии Российской Федерации.
Указом Президента Российской Федерации от 21.02.2025 № 86 присвоено воинское звание генерал-полковник.

## Награды
- Орден Мужества
- Орден «За военные заслуги»
- Медаль ордена «За заслуги перед Отечеством» I и II степеней (с изображением мечей)
- Медаль «За отвагу»
- Медаль Суворова